# Wheaton, Kansas
Wheaton är en ort i Pottawatomie County i Kansas. Vid 2010 års folkräkning hade Wheaton 95 invånare.